# Casa Joan Sanpera
La Casa Joan Sanpera és un edifici del municipi de Granollers (Vallès Oriental) protegida com a bé cultural d'interès local.

## Descripció
Es tracta d'un edifici aïllat de tipologia ciutat-jardí, que consta d'una planta baixa i dos pisos, amb coberta composta. A la cantonada de ponent sobresurt una torre mirador.
La façana principal consta d'una gran balconada correguda amb finestres d'arc pla. El ràfec està sostingut per mènsules i, sota aquestes, es manifesta un esgrafiat amb decoració floral (en la qual dominen els tons verds). A l'angle esquerre de la façana hi ha un petit porxo i, a la façana lateral, una sèrie de finestres, que alternen l'arc escarser amb altres de tipus el·líptic. Al terrat es poden veure uns originals embornals, utilitzats per l'arquitecte també a les Escoles de les franqueses.
El llenguatge formal és el modernista.

## Història
La data de construcció de l'edifici és dubtosa i no s'ha trobat cap document que constati l'autoria del mateix de l'arquitecte Albert Juan i Torner. D'altra banda, els plànols de la casa no són a l'arxiu municipal de Granollers. Estilísticament, però, trobem les mateixes solucions (en alguns detalls) que a les Escoles i a l'Ajuntament de les Franqueses, del mateix Juan i Torner, edificis bastits l'any 1912.
La casa es troba al nord del carrer Corró, en el barri del Lledoner, que pertanyia a les Franqueses del Vallès fins al 1922, moment en què fou segregat per llei del 5 d'agost.
El 1958 les superiores de la Divina Pastora compren aquest edifici amb l'objectiu de fer-hi l'Escola Anna Mogas, amb l'objectiu d'homenetjar a la tasca educacodora de la filla del barri del Lledoner, Maria Anna Mogas i Foncoberta.